# Classe A (sommergibile italiano)
La classe A era una classe di sommergibili tascabili della Regia Marina costruiti in 6 esemplari entrati in servizio a partire dal 1915. Le unità erano state progettate per svolgere compiti di vigilanza e protezione costiere ai porti dell'Adriatico e non disponevano di un motore a combustione interna. La propulsione era affidata unicamente a motori elettrici alimentati da batterie che venivano ricaricate in porto. Le capacità operative di questi mezzi erano molto limitate e quindi i battelli vennero disarmati nel 1917.
Uno di essi, precisamente l'A1, doveva essere utilizzato per le operazioni speciali dell'epoca, trasportando palombari che avrebbero dovuto operare contro le unità austriache alla fonda nei porti. Infine il battello che doveva essere comandato dal tenente di vascello Angelo Belloni non venne utilizzato allo scopo, ed il compito venne trasferito insieme al comandante sul sommergibile Galileo Ferraris della classe Pullino.

## Unità
La classe era composta dalle unità:
- A1 varato il 17 ottobre 1915, entrato in servizio il 5 dicembre 1915, radiato il 26 settembre 1918
- A2 varato il 15 dicembre 1915, entrato in servizio il 10 febbraio 1916, radiato il 26 settembre 1918
- A3 varato il 29 dicembre 1915, entrato in servizio il 15 febbraio 1916, radiato il 26 settembre 1918
- A4 varato il 31 dicembre 1915, entrato in servizio il 28 febbraio 1916, radiato il 26 settembre 1918
- A5 varato il 15 gennaio 1916, entrato in servizio il 2 marzo 1916, radiato il 26 settembre 1918
- A6 varato il 11 febbraio 1916, entrato in servizio il 3 marzo 1916, radiato il 26 settembre 1918